# Центральний банк Аруби
Центральний банк Аруби (нід. Centrale Bank van Aruba) — центральний банк Аруби.

## Історія
Центральний банк Аруби почав операції 1 січня 1986 року, коли Аруба отримала статус держави у складі Королівства Нідерландів. До цього Аруба була частиною Нідерландськіх Антільськіх островів і знаходилася під юрисдикцією Банку Нідерландськіх Антільськіх островів. Центральний банк Аруби входить до Групи наглядових органів міжнародних фінансових центрів.